# John Edward Williams
Pour les articles homonymes, voir John Williams et Williams.
John Edward Williams, né le 29 août 1922 à Clarksville, au Texas, et mort le 3 mars 1994 à Fayetteville, en Arkansas, est un universitaire, poète et écrivain américain.

## Biographie
Il fait des études supérieures à l'université de Denver, où il obtient un baccalauréat universitaire ès lettres en 1949 et une maîtrise universitaire ès lettres en 1950. Il poursuit ses études à l'université du Missouri et décroche un PhD en littérature anglaise en 1954. À partir de l'automne 1955, il enseigne la littérature et l'écriture créative à l'université de Denver.
Très peu prolifique, exigeant, il publie deux recueils de poèmes, ainsi que quatre romans et en laisse un inachevé. Ses œuvres les plus connues sont ses romans Butcher's Crossing (en) (1960), Stoner (1965) et Augustus (en) (1972). Ce dernier titre remporte le National Book Award 1973.

## Œuvres

### Romans
- Nothing but the Night (en) (1948)
- Butcher's Crossing (en) (1960) Publié en français sous le titre Butcher's Crossing, traduit par Jessica Shapiro, Paris, éditions Piranha, 2016  (ISBN 978-2-371-19050-4) ; réédition Paris, 10/18, 2018  (ISBN 9782264071743)
- Stoner (1965) Publié en français sous le titre Stoner, traduit par Anna Gavalda, Paris, éd. Le Dilettante, 2011 ; réédition, Paris, J'ai Lu, no 10183, 2012  (ISBN 978-2-290-04111-6)
- Augustus (en) (1972)

### Poésie
- The Broken Landscape: Poems (1949)
- The Necessary Lie (1965)